# 46番目の密室
『46番目の密室』（46ばんめのみっしつ）は、有栖川有栖による日本の推理小説。
作家アリスシリーズ（火村英生シリーズ）の第1作目。

## あらすじ
1991年のクリスマス、アリスと火村は北軽井沢の別荘で開かれる、〈密室の巨匠〉と呼ばれる推理作家の真壁主催の集まりに参加した。
これまで45もの密室トリックを発表し、〈日本のディクスン・カー〉とも称される真壁が夕食の席で、現在最後の密室ものを執筆中であると話す。事実上の引退宣言であった。
だが翌朝、密室状態の部屋で暖炉に頭部を突っ込んだ真壁の死体が発見される。果たして真壁は自身が考案した46番目の密室で死んだのか。

## 登場人物
火村 英生（ひむら ひでお）
臨床犯罪学者。32歳。母校である英都大学社会学部の助教授。犯罪社会学の講座を持っている。犯罪に興味を持ったきっかけは、「人を殺したい」と思ったことがあるため。
北海道生まれだが、父親の転勤で各地を転々とした。現在は学生時代から暮らしている、京都の北白川の下宿で一人暮らし。両親は他界し、下宿の大家の婆ちゃんとは親子のように仲が良い。
有栖川 有栖（ありすがわ ありす）
推理作家。32歳。名前はペンネームではなく本名である。英都大学卒で、火村とは学生時代からの友人。大阪生まれ、大阪育ち。現在は大阪の夕陽丘の2LDKのマンションに1人暮らし。27歳まで印刷会社の営業マンとして勤務、ゴールドアロー賞佳作に入選しデビュー。推理小説は学生時代から書いていた。
真壁 聖一（まかべ せいいち）
推理作家。50歳。デビュー以来発表した長編作品の全てが密室もので、32ある短編のうち22も密室ものという、“密室の巨匠”であり、〈日本のディクスン・カー〉というニックネームを付けられた。46作目となる長編作品を執筆中だが、密室ものとしては最後の作品になることを宣言する。
真壁 佐智子（まかべ さちこ）
聖一の1歳年下の妹。バツイチ。
真壁 真帆（まかべ まほ）
佐智子の娘。高校2年生。
檜垣 光司（ひがき こうじ）
真壁の同居人。高校2年生。10年前に浅間山の麓のホテルで発生した火災で消防士だった父が殉職し、その火事で光司の父に助けられた真壁が、生活に窮していた命の恩人の遺族である檜垣母子を自分の家へ招いた。母・直美は家政婦として仕え、2年前に交通事故で亡くなった。
高橋 風子（たかはし かぜこ）
推理作家。通称・フーコ。
石町 慶太（いしまち けいた）
推理作家。アリスより1歳年上。真壁と同じくトリッキーな本格ものが得意。
杉井 陽二（すぎい ようじ）
真壁の担当編集者。大手出版社・青洋社の編集者。40過ぎ。いつもバーバリーで身を固めるおしゃれな男性。
船沢 辰彦（ふなさわ たつひこ）
真壁の担当編集者。出版社・珀友社の編集者。杉井より5歳年上。大阪育ち。杉井とは対照的に、二重顎で太めの体型。
安永 彩子（やすなが さいこ）
ブラック書院の編集者。29歳。
鵜飼（うかい）
群馬県警警視。キャリア。
大崎（おおさき）
長野原署警部。鵜飼より10歳以上は年上。

## 書籍情報
- 講談社ノベルス：1992年3月5日発行、ISBN 4-06-181608-X
- 講談社文庫：1995年3月15日発行、ISBN 4-06-185896-3、表紙：辰巳四郎、巻末解説：綾辻行人
- 講談社文庫《新装版》：2009年8月12日発行、ISBN 978-4-06-276427-8、表紙：大路浩実、新装版巻末解説：綾辻行人
綾辻の『水車館の殺人』《新装版》に有栖川が新装版の解説を執筆したお返しとして、綾辻も本作の新装版の解説の執筆依頼を快諾した。また、新装版には旧版の辰巳の表紙が口絵として収録されている。
- 角川ビーンズ文庫：2012年10月1日発行、ISBN 978-4-04-100511-8、表紙：麻々原絵里依
- 単行本《限定愛蔵版》：2019年9月26日発売[1]、ISBN 978-4-06-516688-8
有栖川のデビュー30周年を記念して出版された[1]。新装版を底本とする[1]。戸川安宣、綾辻行人、北村薫のエッセイと、有栖川が大学時代に執筆した『46番目の密室』の原形である掌編「暖炉のある密室」を収録した別冊が付いている[1]。

## ドラマCD
2010年8月13日に、モモグレよりドラマCDが発売された。
- 火村英生 - 神谷浩史[2]
- 有栖川有栖 - 鈴村健一[2]
- 真壁聖一 - 浜田賢二[2]
- 石町慶太 - 遊佐浩二[2]
- 杉井陽二 - 小野坂昌也[2]
- 船沢辰彦 - 中井和哉[2]
- 檜垣光司 - 入野自由[2]
- 鵜飼 - 中村悠一[2]
- 大崎 - 杉田智和[2]

## 舞台版
2023年8月、本格ミステリー歌劇『46番目の密室』 として2023年10月15日から22日にかけてKAAT神奈川芸術劇場 ホールで上演されることが発表された。脚本は石井幸一、演出は志賀亮史。2024年5月19日、CSの衛星劇場で放映予定。

### キャスト
- 火村英生 - 井澤勇貴[3]
- 有栖川有栖 - 矢田悠祐[3]
- 真壁聖一 - 津田英佑[3]
- 真壁佐智子 - 吉沢梨絵[3]
- 真壁真帆 - 飛香まい[3]
- 檜垣光司 - 阿久津仁愛[3]
- 髙橋風子 - 岡村さやか[3]
- 石町慶太 - 輝馬[3]
- 杉井陽二 - チャンヘ[3]
- 船沢辰彦 - 岡本悠紀[3]
- 安永彩子 - 咲花莉帆[3]
- 鵜飼 - 本田礼生[3]
- 大崎 - 髙木俊[3]
- アンサンブル - 井尻翼馬[3]、弦間哲心[3]

### スタッフ
- 原作 - 有栖川有栖『46番目の密室』（講談社文庫）[3]
- 脚本 - 石井幸一（一徳会 / 鎌ヶ谷アルトギルド）[3]
- 演出 - 志賀亮史（百景社）[3]
- 作詞 - 三ツ矢雄二[3]
- 音楽 - 桑原まこ[3]
- ステージング - 當間里美[5]
- 美術 - 池宮城直美[5]
- 音響 - 遠藤宏志（アコルト）[5]
- 照明 - 伊賀康（A-Project）[5]
- 映像 - O-beron inc. [5]
- 衣裳 - 伊藤祥子[5]
- ヘアメイク - 武部千里[5]
- 歌唱指導 - 今泉りえ[5]
- ドラマターグ - 古河もり[5]
- 演出助手 - 渡邊力[5]
- 舞台監督 - 澤麗奈（obbligato）[5]
- 演出部 - 上林英昭[5]、内山清人[5]、澤井克幸[5]、二宮清隆[5]、森田晴樹[5]
- 音響操作 - 福原寛美[5]、藤原圭佑[5]、福島七菜子[5]
- 照明操作 - 小西遥[5]、鈴木朋[5]、押川美夢[5]
- 映像操作 - 榊原翔子[5]
- 衣裳進行 - 伊藤祥子[5]、深浦綾乃[5]
- ヘアメイク進行 - 武部千里[5]、小川芹那[5]、中井沙羅[5]
- 演奏 - 荒井桃子（ヴァイオリン）[5]、角谷奈緒子（ヴィオラ）[5]、島津由美（チェロ）[5]、谷崎舞（ヴァイオリン）[5]、世川すみれ（ヴィオラ）[5]
- レコーディングエンジニア - 庄子淳[5]
- 譜面制作補佐 - KAEDE LAPIN[5]
- 映像製作 - 根本果奈[5]、松浦貴斗[5]、横山翼[5]
- 衣裳製作 - 深浦綾乃[5]、坂巻絢子[5]、岸野真弓[5]
- 大道具 - 俳優座劇場舞台美術部[5]
- 運搬 - マイド [5]
- 宣伝美術 - 山下浩介[5]
- 宣伝写真 - 神ノ川智早[5]
- 舞台写真 - 大塚浩史[5]、髙橋利行[5]、星野絵美[5]
- 主催 - 歌劇「46番目の密室」製作委員[5]